# Shih tzu
De shih tzu is een hondenras afkomstig uit Tibet. Het is een gezelschapshond, die van origine heel populair was aan het Chinese hof. Doordat zijn gezicht een beetje op een bloem lijkt, wordt het dier ook wel 'hond met een chrysantengezicht' genoemd. De Shih Tzu is maximaal 27 cm hoog.

## Geschiedenis
De shih tzu (traditioneel en simpel Chinees: 西施犬, pinyin: xī shī quǎn en niet zoals sommigen denken 獅子狗, dat is namelijk een pekingees) is genoemd naar xi shi (西施), een van de vier Chinese schoonheden uit het Oude China. Het is een van de meest gewaardeerde honden in China, vanwege zijn associatie met het boeddhisme, maar de shih tzu is niet ontstaan in China. Hij is ontstaan in Tibet in de vroege 17de eeuw, waar hij werd gezien als een heilige hond, omdat hij volgens de legende het enige dier was dat Boeddha vergezelde op zijn reis naar verlichting. Ze werden dus vooral gefokt in kloosters en alleen geestelijken en koninklijke familie mocht een shih tzu hebben, ze werden als cadeau aangeboden bij de Europese reizigers en zo werden shih tzu's geëxporteerd naar Europa.
De kenmerken van de shih tzu zijn vooral ontwikkeld in China tijdens het regime van Keizerin Cixi (1861–1908). De pekingees en de shih tzu hebben ongeveer dezelfde geschiedenis, alleen kan de shih tzu in Chinese afbeeldingen worden onderscheiden van de pekingees door het typische staartje op het hoofd van de shih tzu. De shih tzu was tijdens de Ming-dynastie een gewilde schoothond bij de koninklijke familie. Toen de Britten het paleis plunderden gingen de meeste honden verloren, het ras onderging een grote achteruitgang en slechts 14 shih tzu's bleven over, elke huidige shih tzu stamt af van die 14 honden. Eerst werd de shih tzu in China tentoongesteld als de lhasaterriër of de Tibetaanse poedel. In 1935 werd hij tentoongesteld als lhasaleeuwenhond; in die tijd werd hij heel populair. In Engeland kreeg hij ook soms de bijnaam "chrysanthemum dog". In Groot-Brittannië ontstond er verwarring omdat de shih tzu (doeshy) en de Lhasa-apso (bo) beiden werden gezien als de apso (betekent harig). In 1934 werd de apso gescheiden in twee verschillende rassen, de kleinere hond met de wijdere schedel en de kortere neus werd de shih tzu. Hij werd weer vernoemd naar zijn oorspronkelijke Chinese naam. In 1952 begonnen mensen de shih tzu en de pekingees te mengen, dit was en is echter verboden. Rond 1960 begon zijn populariteit te stijgen en die is sindsdien niet meer gedaald.

## Uiterlijk
Het is een kleine hond met een platte snoet en grote, diep donkere ogen. De ogen zijn groot, donker, rond en goed uit elkaar liggend maar niet bol. In leverkleurige of leverkleurig getekende honden zijn lichter gekleurde ogen toegestaan. Het oog mag geen wit tonen. De Shih Tzu heeft een lange en dichte vacht, niet gekruld, met goede ondervacht. Een lichte golf is toegestaan. De shih tzu is niet hoger dan 27,0 cm en zijn gewicht is 4,5 tot 7,3 kg. Hun platte oren zijn bedekt met lang haar. De staart is hoog aangezet en moet vrolijk over de rug gedragen worden. De hoogte van de staart komt ongeveer gelijk met de schedel om zodoende een belijning te tonen die in balans is. Bijna alle kleurencombinaties zijn geregistreerd bij de shih tzu. De shih tzu is een beetje langer dan zijn hoogte en volgens de rasstandaard moet hij een arrogante houding hebben. Het gebit is breed, en licht onder-voorbijtend of tanggebit. De lippen zijn goed sluitend.

## Karakter
De shih tzu is een schoothondje, maar ook een levendige vriend. Hij is gericht op zijn familie en is goed met kinderen. De omgang met soortgenoten is uitstekend. Ze gaan ook zeer goed om met andere huisdieren. Deze kleine optimisten zijn dol op spelen en ravotten, ze hechten zich sterk aan het gezin. Met kinderen kunnen ze goed opschieten als die hen met zorg behandelen. Tegenover vreemden nemen ze een afwachtende houding aan. De Shih Tzu heeft een gemiddelde behoefte aan beweging. Het aanpassingsvermogen is groot, ze stellen de aanwezigheid van hun eigenaar voorop. Op warme dagen brengen ze liever een dag door op een rustig plekje in de schaduw.

## Verzorging
Ondanks zijn kleine formaat moet het diertje dagelijks wat beweging hebben en moet het of een krachtig binnenshuisspel kunnen beleven of een korte rustige wandeling kunnen maken. De shih tzu is een hond die niet goed tegen een warm, mottig klimaat kan en het zal niet lang overleven als straathond. Zijn luxueuze vacht moet dagelijks gekamd worden; de puppy's moeten dus van jongs af aan aanvaarden dat ze vaak zullen worden geborsteld. Als de hond een kort kapsel heeft hoeft hij niet elke dag gekamd te worden, maar de ogen zijn een extra punt van aandacht en moeten dagelijks nagekeken worden. Bij honden in lange vacht wordt het haar op het hoofd opgebonden met elastiekjes. Hier kunnen ook vlechtjes in gemaakt worden. Op tentoonstellingen is een topknot aangewezen tijdens de presentatie van de Shih Tzu.